# 257439 Peppeprosperini
257439 Peppeprosperini è un asteroide della fascia principale. Scoperto nel 2010, presenta un'orbita caratterizzata da un semiasse maggiore pari a 2,6388676 UA e da un'eccentricità di 0,1313495, inclinata di 8,25430° rispetto all'eclittica.
L'asteroide è dedicato all'astrofilo italiano Giuseppe Prosperini.